# Shillong Airport
Shillong Airport är en flygplats i Indien.   Den ligger i distriktet Ri-Bhoi och delstaten Meghalaya, i den östra delen av landet, 1 500 km öster om huvudstaden New Delhi. Shillong Airport ligger 891 meter över havet.
Terrängen runt Shillong Airport är kuperad västerut, men österut är den platt. Runt Shillong Airport är det ganska tätbefolkat, med 111 invånare per kvadratkilometer. Närmaste större samhälle är Shillong, 17,7 km sydväst om Shillong Airport. I omgivningarna runt Shillong Airport växer huvudsakligen savannskog.